# カルチベーター No.6

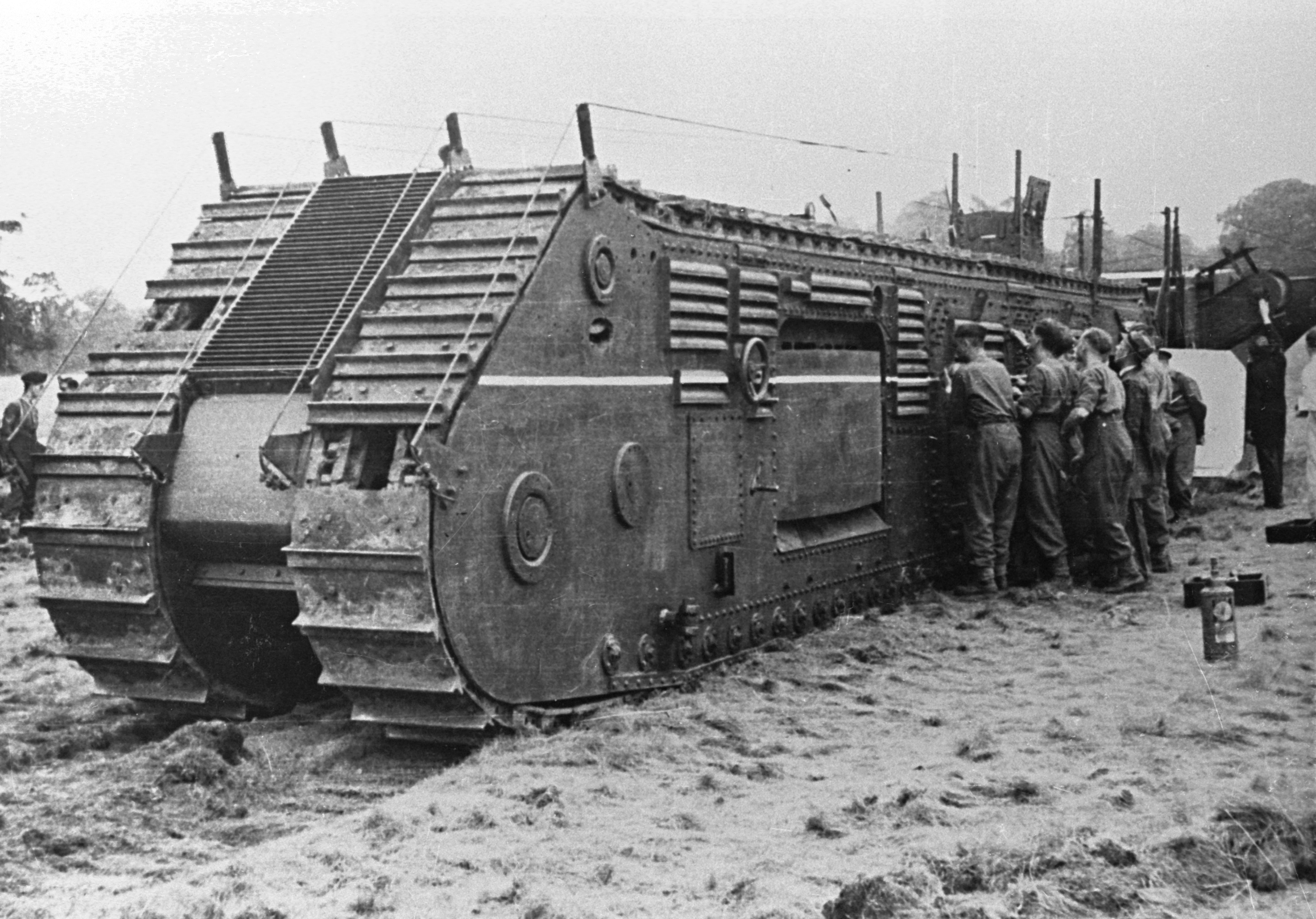
点検作業中のカルチベーター No.6

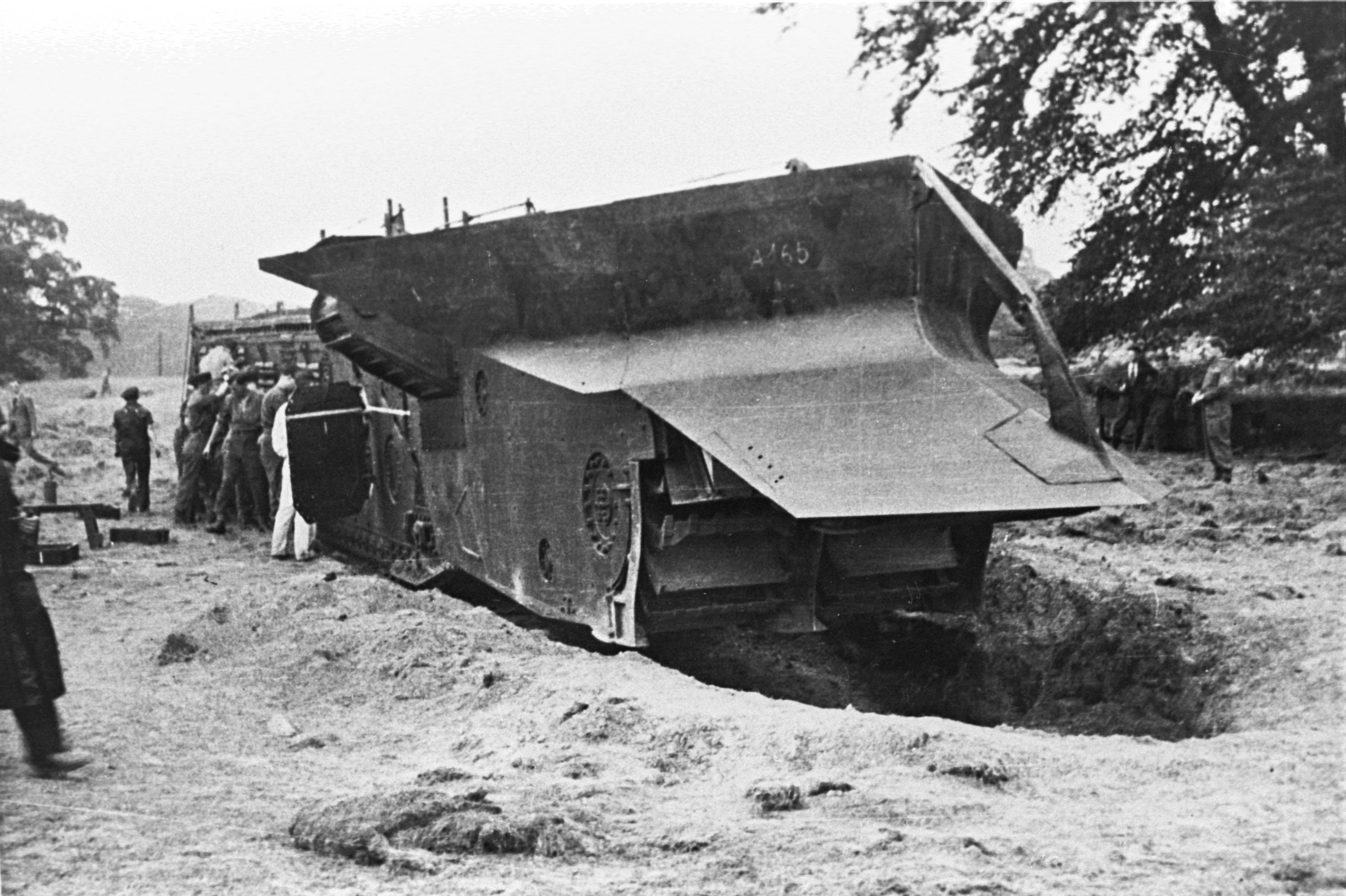
塹壕を掘削するカルチベーター No.6

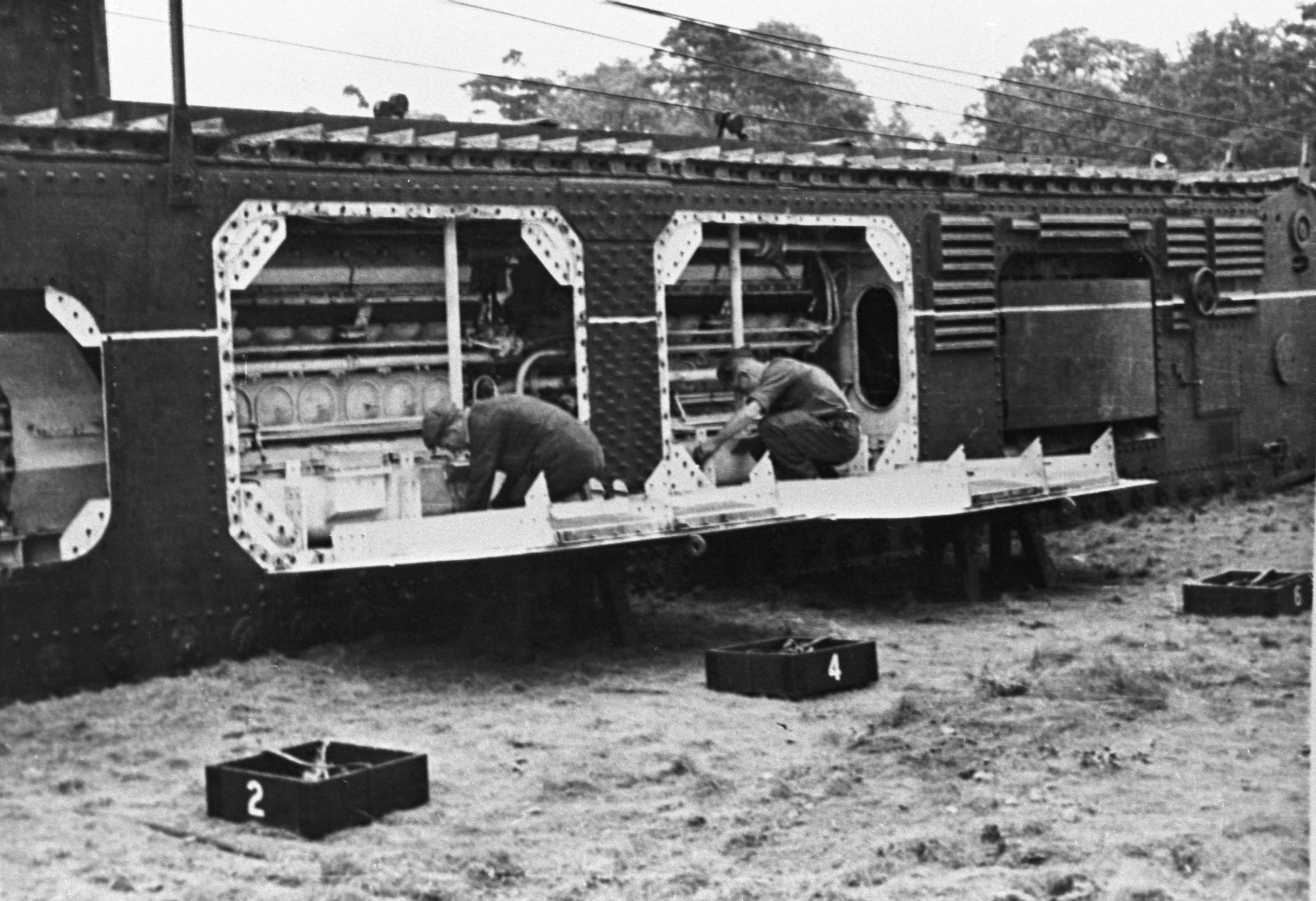
カルチベーター No.6のエンジン区画

カルチベーター No.6(Cultivator No. 6)は当時海軍大臣だったウィンストン・チャーチル卿が考案してイギリス海軍が開発を進めた塹壕掘削機。少数が製造されたが実戦に使われる事は無かったとされる。

## 概要
カルチベーターNo.6は機能的には2×2mの塹壕を掘り進むだけの単純な目的で鉱山機械や除雪用のロータリー車を参考にしたとされる。
開発は当初、海軍建艦部（Department of Naval Constructors）の監督下で進められ、構造は除雪作業に用いられるロータリー車と似ており、全長23.62m、総重量130tの巨大な鉄の塊が塹壕を掘りながら土を掘削しながら前進する仕様だった。陸戦における潜水艦に相当する車両で、想定される任務も敵前で隠密性を維持しつつ、奇襲攻撃をかけるために必要な物資を円滑に供給するための補給路や橋頭堡を確保する狙いがあったとされる。第一次世界大戦さなかの1916年9月15日にソンムの戦いにおいてマーク I 戦車が初めて実践投入されたが、これを進めたのは他ならぬ当時海軍大臣だったウィンストン・チャーチル卿だった。その後、1917年11月20日のカンブレーの戦いにおいては300輌のマーク I 戦車が投入され、戦果は限定的だったものの、塹壕戦が過去のものになった事を知らしめた。それらの成功体験を元にチャーチルがこの種の兵器の開発に執心したのも当時の情勢に鑑みれば無理なからぬことであった。1939年10月に軍需省内に創設された海軍陸上器材局（Department of Naval Land Equipmentの略称であるNLEに由来する「Nellie」という愛称がつけられたカルチベーターNo.6の試作車両は1941年5月に完成して、参謀本部の勧告を無視する形で1942年1月にかけて試験され、時速0.68〜1.08kmで幅2.29m、深さ.5mの塹壕を掘り進む事が可能であることが確認された。排出する土砂は塹壕の両脇に0.61mの壁を形成することで合計で2.1mあまりの深さの塹壕を形成した。
第二次世界大戦のドイツ軍の電撃戦による侵攻の前には塹壕戦術はもはや時代遅れである事は明白で計画は中止された。
最終的に5輌の「インファントリー」が完成したが戦時中に4輌がスクラップ処理され、4輌の「オフィサー」も製造途上にあったが1943年5月に未完成のまま破棄された。最後の「インファントリー」が解体されたのは1950年代だったとされる。